# No. 248 Squadron RAF
Le Squadron RAF No. 248 est un escadron de la Royal Air Force, actif pendant la Première Guerre mondiale et la Seconde Guerre mondiale.

## Histoire

### Guerre mondiale
Le Squadron RAF No. 248 est formé au Hornsea Mere (en) dans le Yorkshire de l'Est en août en coordonnant les vols de plusieurs hydravions. Le nouvel escadron est composé d'hydravion à flotteurs Short Type 184 et Fairey Hamble Baby (en) et fait des patrouilles dans la région contre les sous-marins allemands jusqu'à la fin de la guerre. Elle est dissoute le 6 mars 1919.

### Seconde Guerre mondiale
L'escadron est recréé après le déclenchement de la Seconde Guerre mondiale à l'aérodrome de Hendon (en) en tant qu'escadron de chasseurs de nuit. Son premier avion est le bombardier Bristol Blenheim IF. L'escadron est ensuite transféré au Coastal Command qui échange les Bristol Blenheim IF contre des Bristol 149 Blenheim IV et rejoint le RAF North Coates (en) à Lincolnshire. Il est de nouveau transféré au Fighter Command le 22 avril 1940 pour des patrouilles de nuit en mer du Nord en partant de l'aéroport d'Aberdeen et du RAF Montrose et retourne Coastal Command le 20 juin.
L'escadron va au RAF Sumburgh (en) dans les Shetland le 31 juillet 1940 pour des vols de reconnaissance et contre les navires ennemis le long des côte de Norvège jusqu'à son retour à Dyce en janvier 1941 pour de la reconnaissance et de la protection de convois au départ de l'aéroport de Wick. En juin 1941, l'escadron est transféré au RAF Bircham Newton, il reçoit de nouveaux avions, des Bristol Beaufighter en juillet et reprend les missions le 14 août. Il effectue des missions de reconnaissance et de protection de convois au large des Pays-Bas en partant de Bircham Newton, tandis qu'un détachement de l'escadron est envoyé à Cornwall pour effectuer des patrouilles dans les atterrages occidentaux entre septembre et décembre. L'escadron est de nouveau à Dyce en février 1942 avec des Bristol Beaufort en Norvège.
En juillet 1942, l'escadron est déployé à Malte dans le cadre de l'opération Pedestal, faisant des attaques en Sardaigne et un convoi à Corfou. Une fois de retour au Royaume-Uni et avec une nouvelle série de Beaufighter, l'escadron est chargé de mener des patrouilles de combat dans les atterrages occidentaux et le golfe de Gascogne au sein du No. 19 Group RAF (en) basé au RAF Talbenny (en) dans le Pembrokeshire. Avec le No. 235 Squadron RAF (en), le 248 a le rôle particulier de s'opposer aux Junkers Ju 88 qui s'en prennent aux sous-marins alliés dans le golfe, menant des combats répétés au printemps et à l'été 1943 avec les Beaufighter Xs reçus en juin 1943 avec en plus un détachement à Gibraltar.
En décembre 1943, l'escadron commence à accueillir des bombardiers de Havilland DH.98 Mosquito FB VI à la place des Beaufighter qui s'arrêtent en janvier 1944. En mars, les Mosquito FB VI sont complétés d'un détachement de Mosquito FB.XVIIIs (surnommés Tsetse) issus du No. 618 Squadron RAF (en). Ces avions servent à des attaques de sous-marins allemands.
Le 10 mai 1944, six Mosquitos du 248 Squadron, dont deux Tsetse, ont l'ordre d'attaquer le sous-marin japonais I-29 qui transporte une cargaison de caoutchouc, de tungstène, des lingots d'or et 25 officiers supérieurs de la marine japonaise, au large du cap de Peñas (es) au nord de l'Espagne. L'I-29  a une forte escorte, qui inclut deux destroyers et deux torpilleurs et huit Junkers Ju 88. Le 248 Squadron affirme avoir abattu trois Ju-88 et endommagé le sous-marin ; en fait, un seul est descendu et le sous-marin est indemne. Le 25 mars, six Mosquitos du 248 Scadron, dont deux Tsetses, attaquent et coulent le sous-marin allemand U 976 au large de Saint-Nazaire. En juin 1944, l'escadron est déployé dans le cadre de la bataille de Normandie, faisant 274 sorties durant ce mois, coulant l'U 821 en conjonction avec un Consolidated B-24 Liberator du No. 206 Squadron RAF (en) puis endommage l'U 155 au large de Lorient le 23 juin.
En septembre 1944, l'escadron quitte Cornwall pour Banff, en Écosse, contre les navires ennemis jusqu'en Norvège jusqu'à la fin de la guerre. En juillet 1946, elle va à la base de Chivenor et devient le No. 36 Squadron RAF (en) en octobre de la même année.